# 쇼메이어쥐
쇼메이어쥐(Coccymys shawmayeri)는 쥐과에 속하는 설치류의 일종이다. 뉴기니섬의 토착종이다. 2009년에 기술되었다. 일부 분류학자들은 러믈러덤불쥐의 아종으로 간주하고 있다.

## 특징
꼬리 길이 132~177mm를 제외한 몸길이가 87~107mm인 작은 설치류다. 발 길이는 24~27mm이고 귀 길이는 16~20mm이다. 털은 부드럽다. 등 쪽은 짙은 갈색을 띠지만 배 쪽은 희끄무레한 회색이다. 눈 주위에 둥글게 짙은 고리가 있다.

## 생태
먹이는 열매와 곤충으로 추정된다.

## 분포 및 서식지
뉴기니섬 센트럴 코르디예라 산맥의 중동부 지역에 널리 분포한다. 해발 1,900m와 3,600m 사이의 산악 이끼림에서 서식한다.